# Tajemne Bractwo Pana Benedykta
Tajemne Bractwo Pana Benedykta (ang. The Mysterious Benedict Society) – książka fantasy dla młodzieży łącząca w sobie cechy powieści przygodowej, thrillera oraz science fiction.

## Opis fabuły
Powieść zaczyna się od ciekawego ogłoszenia w gazecie. „Czy jesteś utalentowanym dzieckiem szukającym specjalnych możliwości?”. Jeden z głównych bohaterów książki – Reynie Muldoon – jedenastoletni chłopiec, niemający rodziców i mieszkający w sierocińcu, natrafia na nie w gazecie. Od razu podsyca ono jego zainteresowanie, ponieważ zauważył, że nie jest kierowane tak jak większość ogłoszeń do dorosłych, tylko bezpośrednio do dzieci. Reynie jest wyjątkowo spostrzegawczym oraz inteligentnym chłopakiem i za namową swojej prywatniej nauczycielki, pani Perumal, postanawia wziąć udział w teście.
Od początku Reynard jest dość podejrzliwy, jeżeli chodzi o ten bardzo dziwaczny test, po którym następuje kolejny i jeszcze następny. Podczas całego tego testowania umiejętności uzdolnionych dzieci Reynie poznaje trójkę innych dzieci: George’a Washingtona (woli jak mówią do niego Sticky), Kate Wetherall oraz Constance Contraire. Tak samo jak Reynie, każde z nich jest na swój sposób wyjątkowe. Sticky jest bardzo mądry, szybko czyta i ma znakomitą pamięć. Kate jest bardzo zaradna i silna, dzięki swojemu wiaderku może zrobić prawie wszystko. Ostatnia jest Constance, która wyróżnia się bardzo niskim wzrostem, jest uparta i ciągle żartuje, z czego tylko może.
Prócz uzdolnionych dzieci w powieści występuje kilkoro dorosłych.
Wszystkie dzieci przechodzą przez trzy testy. Jedne lepiej, drugie gorzej, ale docierając do końca. Ostatni sprawdzian polega na przejściu labiryntu w starym domu. To nie było dla nich trudne, a na końcu spotkali się ze starszym mężczyzną – Panem Benedyktem, który jak się później okazuje, szukał wraz ze swoimi pomocnikami uzdolnionych dzieci, aby stworzyć własny zespół. Potrzebni są mu do wykonania bardzo niebezpiecznego zadania. Wyjaśnia im dokładnie, o co chodzi i przedstawia pewne dowody potwierdzającą swoje przeczucie, że coś złego ma się wkrótce wydarzyć, a właśnie te dzieci mają temu zapobiec.
Benedykt wysyła ich do Instytutu, który został założony przez Kurtynę, niegdyś wybitnego naukowca, który zaginął na jakiś czas, a potem powrócił i założył ten Instytut. Zdaniem pana Benedykta to on odpowiada za dziwne, ukryte transmisje, które manipulują ludźmi. Dzieci mają za zadanie podjąć naukę w szkole i stać się najlepszymi w niej uczniami, aby mogły dowiedzieć się nieco więcej na temat tego, co wytwarza te wiadomości.
Po kilkutygodniowym pobycie w szkole Sticky i Reynie zostają najlepszymi z uczniów; gorzej jest z pozostałymi członkami małych tajnych agentów, którzy nazwali swoją grupę Tajemnym Bractwem Pana Benedykta. Chłopcy dzięki wysokim stopniom w nauce stają się Posłańcami i trafiają do miejsca, w którym Kurtyna wykorzystuje Posłańców do wysyłania transmisji przez swój wynalazek – Szeptacz.
Dzieci mają wiele problemów, ale ciągle pomaga im Benedykt i jego paczka, dzięki czemu w końcu udaje im się unieszkodliwić maszynę.
Wszystkie dzieci trafiają bezpiecznie do swoich nowych rodzin – oprócz George’a, bo on nie stracił swoich rodziców. Pan Benedykt adoptuje Constance, Kate odnajduje swojego ojca (okazuje się nim jeden z wspólników pana Benedykta). Reynie zostaje adoptowany przez panią Perumal.

## Bohaterowie
- Reynard „Reynie” Muldoon
- George „Sticky” Washington
- Kate „Wielka Maszyna Pogodowa” Wetherall
- Constance Contraire
- Nicholas Benedykt - jego imię jest ujawnione w alfabecie Morse’a na tylnej okładce oryginalnego wydania; w polskim wydaniu z nieznanych powodów zostało ono usunięte, mimo że pozostała „wiadomość” od pana Benedykta
- Ledroptha Kurtyna
- Numer Dwa
- Rhonda Kazembe
- Milligan
- Pani Perumal